# Kenneth Aldred Spencer
Kenneth Aldred Spencer (* 25. Januar 1902 in Columbus, Kansas; † 19. Februar 1960 in Miami Beach, Florida) war ein amerikanischer Industrieller. Der Kohlebergwerksunternehmer aus Kansas besaß zeitweise einen der größten Düngerhersteller der Welt.

## Leben
Spencer graduierte 1926 von der University of Kansas und begann als Ingenieur bei der Pittsburg & Midway Coal Company seines Vaters zu arbeiten. Zu Beginn des Zweiten Weltkriegs überzeugte er die amerikanische Regierung, Rüstungsfabriken aus Sicherheitsgründen im Hinterland, also in Kansas, Oklahoma und Missouri zu errichten. 1941 wurde er vom Kriegsministerium der Vereinigten Staaten gebeten, selbst eine Fabrik für Ammoniumnitrat-Sprengstoff zu bauen. Die Jayhawk Ordnance Works in Galena (Kansas) wurden bis 1943 errichtet und produzierten bis zu 14.500 Tonnen pro Monat.
Nach dem Ende des Zweiten Weltkriegs wurde die Produktion zu zivilem Stickstoffdünger konvertiert. Spencer erhielt von der War Assets Administration einen Mietvertrag mit Kaufoption, die er 1951 einlöste. Sein Geschäft, nun unter dem Namen Spencer Chemical, war höchst erfolgreich. Er expandierte und kaufte weitere Ammoniumnitrat-Werke in Calumet City, Henderson (Kentucky), Vicksburg (Mississippi), Fort Worth und Orange (Texas). Nach seinem Tod verkaufte seine Ehefrau 1963 Spencer Chemical für 124 Mio. US-Dollar an Gulf Oil.
Spencer war 1944 einer der Gründer des Midwest Research Institute (heute MRIGlobal), welches die Aufgabe hatte, friedliche Nutzungen für Ammoniumnitrat zu finden. MRIGlobal arbeitet inzwischen als Auftragsforschungsinstitut.